# Сен-Марсьяль-де-Жимель
Сен-Марсья́ль-де-Жиме́ль (фр. Saint-Martial-de-Gimel, окс. Sent Marçau de Gimel) — коммуна во Франции, находится в регионе Лимузен. Департамент — Коррез. Входит в состав кантона Тюль-Кампань-Сюд. Округ коммуны — Тюль.
Код INSEE коммуны — 19220.
Коммуна расположена приблизительно в 400 км к югу от Парижа, в 85 км юго-восточнее Лиможа, в 9 км к востоку от Тюля.

## Население
Население коммуны на 2008 год составляло 488 человек.
| 1962 | 1968 | 1975 | 1982 | 1990 | 1999 | 2006 |
| ---- | ---- | ---- | ---- | ---- | ---- | ---- |
| 403  | 497  | 419  | 471  | 487  | 456  | 488  |

## Экономика

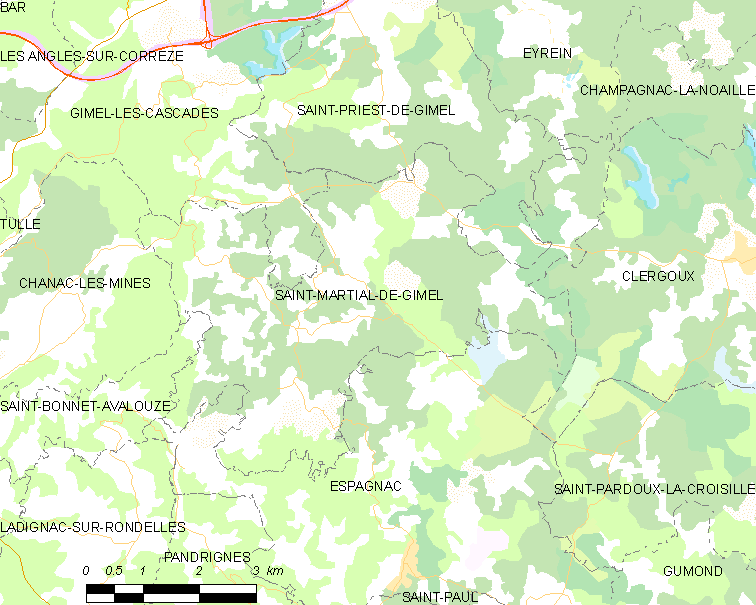
Карта коммуны

В 2007 году среди 294 человек в трудоспособном возрасте (15-64 лет) 220 были экономически активными, 74 — неактивными (показатель активности — 74,8 %, в 1999 году было 69,1 %). Из 220 активных работали 211 человек (110 мужчин и 101 женщина), безработных было 9 (5 мужчин и 4 женщины). Среди 74 неактивных 17 человек были учениками или студентами, 32 — пенсионерами, 25 были неактивными по другим причинам.